# Sidney (Indiana)
Sidney és una població dels Estats Units a l'estat d'Indiana. Segons el cens del 2000 tenia 168 habitants.

## Fills il·lustres
- Hugo Eugene Fox (1897-1969)

## Demografia
Segons el cens del 2000, Sidney tenia 168 habitants, 62 habitatges, i 46 famílies. La densitat de població era de 499 habitants/km².
Dels 62 habitatges en un 33,9% hi vivien nens de menys de 18 anys, en un 66,1% hi vivien parelles casades, en un 8,1% dones solteres, i en un 24,2% no eren unitats familiars. En el 21% dels habitatges hi vivien persones soles el 9,7% de les quals corresponia a persones de 65 anys o més que vivien soles. El nombre mitjà de persones vivint en cada habitatge era de 2,71 i el nombre mitjà de persones que vivien en cada família era de 3,19.
Per edats la població es repartia de la següent manera: un 28,6% tenia menys de 18 anys, un 5,4% entre 18 i 24, un 29,8% entre 25 i 44, un 23,2% de 45 a 60 i un 13,1% 65 anys o més.
L'edat mediana era de 37 anys. Per cada 100 dones de 18 o més anys hi havia 87,5 homes.
La renda mediana per habitatge era de 30.000 $ i la renda mediana per família de 37.500 $. Els homes tenien una renda mediana de 25.000 $ mentre que les dones 21.750 $. La renda per capita de la població era de 14.959 $. Entorn del 10,9% de les famílies i el 8,6% de la població estaven per davall del llindar de pobresa.

## Poblacions més properes
El següent diagrama mostra les poblacions més properes.